# Grande Prêmio da Europa de 2016
Grande Prêmio da Europa de 2016 (formalmente denominado 2016 Formula 1 Grand Prix of Europe) foi a oitava etapa da temporada de 2016 da Fórmula 1. Foi disputado no dia 19 de junho de 2016 no Circuito Urbano de Baku. Foi a primeira corrida de Fórmula 1 a ser disputada no Azerbaijão.
Nico Rosberg ainda anotou a melhor volta da corrida, completando o chamado "Grand Chelem" (pole position, vitória, liderança em todas as voltas e melhor volta da corrida).

## Relatório

### Treino Classificatório
Q1
Rosberg e Hamilton foram os mais velozes na primeira parte do treino classificatório, mostrando que a pole sairia de um duelo particular entre as Meredes. Na sequência apareceu Sergio Pérez, da Force India. Felipe Massa se classificou com folga com a Williams, em 13º. Mas o grande assunto do Q1 foi Felipe Nasr, que surpreendeu ao levar a Sauber ao Q2. Por apenas um décimo, o jovem brasileiro abocanhou a 16ª e última vaga para a segunda parte da sessão. Seu companheiro de equipe, Marcus Ericsson, ralou o carro no muro por duas vezes, foi somente o 20º e acabou eliminado. Outro que se deu mal foi Jenson Button. O inglês da McLaren teve problemas no câmbio, e amargou apenas o 19º tempo. Também saíram as duplas da Renault, Kevin Magnussen e Jolyon Palmer, e da Manor, Rio Haryanto e Pascal Wehrlein. O Q1 foi marcado para escapadas de Hamilton, Button e de Romain Grosjean.
Q2
Por pouco Hamilton não saiu da briga pela pole position já na segunda parte do qualifying. Sempre tentando tirar o máximo do carro, o britânico fritou pneus e saiu da pista no meio do Q2. Nos minutos finais, ele se encontrava na décima posição e, já com cronômetro zerado, conseguiu, enfim, anotar o segundo melhor tempo, atrás apenas de Rosberg, passando para o Q3. Pérez, novamente, foi o melhor depois das Mercedes, enquanto seu companheiro de Force India, Hulkenberg, acabou eliminado. Avançaram também Ricciardo, Verstappen, Vettel, Bottas, Raikkonen e Kvyat. Felipe Massa ficou com a décima e última vaga. Já Nasr teve problemas no motor da Sauber e ficou em 16º. Também caíram foram: Grosjean, Hulkenberg, Sainz, Alonso e Gutiérrez.
Q3
Voando baixo, Pérez fez a volta mais rápida no começo do Q3, 1m43s515m seguido pela dupla da Ferrari, Vettel e Raikkonen. Já Rosberg e Hamilton apareciam com os últimos tempos. Tudo porque o inglês deu mais uma fritada de pneus, saiu da pista e acabou atrapalhando o alemão. Enquanto isso, Verstappen havia abortado a primeira volta após quase se chocar com Bottas, e Massa havia deixado para sair dos boxes somente na parte final do treino. Com sua primeira volta rápida, porém, o brasileiro da Williams subiu para a 4ª posição.
Nos momentos decisivos do treino, o excesso de ousadia de Hamilton custou caro. Em um erro grosseiro, o britânico bateu com a roda dianteira na saída da curva do Castelo e quebrou a suspensão dianteira da Mercedes. Para piorar sua situação, simultaneamente, Rosberg anotava 1m42s758 e pulava para a primeira posição. O treino foi paralisado sob bandeira vermelha a 2 minutos do fim para a retirada do carro do inglês. Com isso, os pilotos ainda teriam tempo para sair dos boxes e abrir mais uma volta rápida. O alemão, da Mercedes, porém, confiando em seu bom tempo, permaneceu nos boxes, na torcida para que ninguém surpreendesse e batesse sua marca. E ninguém conseguiu. Entre as mudanças no último segundo, destaque apenas para Ricciardo, que fez o terceiro tempo, o que lhe garantiu um lugar na primeira fila graças à punição a Pérez.

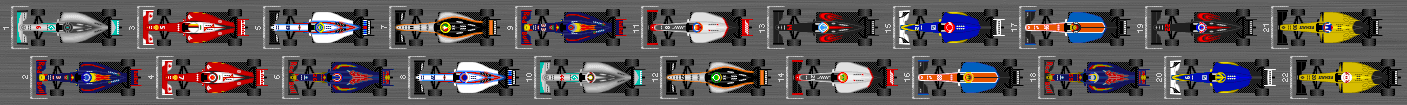
Grid de largada

### Corrida
Apesar da freada forte e da curva estreita a esquerda com o muro colado, tivemos a largada sem grandes incidentes, apenas alguns toques de leve no pelotão de trás. O pole Nico Rosberg começou bem e manteve a ponta, seguido por Ricciardo, Vettel e Raikkonen. Partindo do 5º lugar, Massa, por sua vez, fritou pneu, teve dificuldades para contornar a curva e acabou perdendo a posição para Pérez. Hamilton se manteve em 10º. Lá atrás, Nasr, que começara em 15º, ganhou duas posições e subiu para 13º.
Hamilton deixou Kvyat para trás e passa para 9º lugar. Vettel deu o bote em Ricciardo no fim da reta e assumiu a 2ª colocação. Imprimindo um ritmo forte e se beneficiando pela batalha pelo 2º lugar, Rosberg abriu 8s de vantagem na liderança em poucas voltas. Após escapar da pista e perder o 7º lugar para Bottas, Verstappen decidiu antecipar a parada nos boxes. Ricciardo, 3º colocado, também fez seu pit stop, e retornou em 11º. Com dificuldades desde o início da corrida, Kvyat recolheu a STR para a garagem e abandonou. A equipe detectou um problema de suspensão no carro do russo. Sexto colocado, Felipe Massa fez sua primeira parada e retornou em 10º. Por causa da parada precoce das RBR, a Ferrari decidiu antecipar os pit stops de Raikkonen e Vettel. O alemão contestou a orientação ressaltando que ainda mantinha um bom ritmo. A equipe explicou que era para evitar o chamado “undercut”, quando um rival ganha a posição nos boxes por parar mais cedo.  O finlandês foi para os boxes, enquanto Vettel decidiu se manter na pista.
Ainda sem ter parado nos boxes, Hamilton já aparecia em quinto. O britânico deu o bote em Bottas e assumiu o quarto lugar. Lá na frente, também sem ter feito pit stop ainda, Rosberg já havia aberto 15s de vantagem para Vettel, quase 30s sobre Hamilton. Raikkonen foi punido com o acréscimo de 5s por ter passado com as quatro rodas pela linha de entrada do pitlane. O finlandês poderia cumprir a punição no próximo pit stop ou ter o tempo acrescido após o fim da corrida. Durante a semana, a direção de prova havia determinado que, por questões de segurança em razão da perigosa entrada de boxes no meio da reta, o piloto que passasse com as quatro rodas por dentro da linha de entrada do pitlane, deveria obrigatoriamente entrar nos boxes. O replay mostra que o Homem de Gelo se distraiu ao acompanhaa o vácuo de Ricciardo, que entrou nos boxes.
Hamilton faz seu primeiro pit stop e retorna em 9º. Raikkonen passa Ricciardo no fim da reta e toma 4º lugar. À frente deles, apenas Rosberg, Vettel e Bottas, que ainda não haviam parado nos boxes. Bottas para nos boxes e volta em 8º, atrás de Massa. Na volta seguinte é a vez de Vettel fazer seu pit stop. Alemão retornou em terceiro, bem à frente de Ricciardo, mas atrás de Raikkonen. Paralelamente, Verstappen partiu para sua segunda parada e colocou pneus médios, que nenhum piloto havia usado na corrida até então. Líder, Rosberg fez seu primeiro pit stop na 22ª volta e, com folga, retornou na ponta. Com a RBR claramente sofrendo com o desgaste de pneus, Ricciardo perdeu, em sequência, posições para Pérez e Hamilton. O australiano, então, seguiu o companheiro e também partiu para mais uma parada e colocou pneus médios. Com mais da metade da prova completada, a classificação era a seguinte: 1º Rosberg, 2º Raikkonen, 3º Vettel, 4º Pérez, 5º Hamilton, 6º Massa, 7º Bottas, 8º Hulkenberg, 9º Ricciardo e 10º Verstappen. Nasr aparecia em 17º. Tendo uma punição de 5s a cumprir, Raikkonen deixa o caminho livre para Vettel assumir a segunda colocação. Mas sem muita boa vontade. “Agora peçam para ele acelerar, porque não quero ficar preso com ele à frente de mim”, reclamou pelo rádio. Massa fez seu segundo pit stop, colocou um novo jogo de pneus macios, e retornou em 9º, atrás de Ricciardo. Reclamando de potência no motor, o quinto colocado Hamilton foi avisado pela equipe de um problema, aparentemente, na configuração que ele estava usando. “Posso resetar?”, perguntou o britânico. Suspeitando de problemas em suspensão, Sainz parou carro na área de escape e abandona. Por causa das limitações de comunicação entre engenheiro e piloto a partir deste ano, Hamilton sofria para descobrir seu problema de configuração. “Eu vou mudar tudo no carro”, disse. “Errr… Não podemos lhe dar orientações, Lewis”, respondeu a equipe.  “Isso é ridículo, caras. Não quero ficar olhando para o volante a cada 5s tentando descobrir qual botao está na posição errada. Posso dar sugestões e vocês responderem OK ou não?”, pergunta o piloto. “Não é possível”, responde o engenheiro. Sem conseguir imprimir um ritmo forte, o inglês perdeu contato com o quarto colocado Pérez.
Felipe Nasr coloca ao lado de Fernando Alonso na reta principal, ultrapassa o bicampeão mundial e assume a 13ª colocação. O terceiro abandono do dia veio com Pascal Wehrlein. “Estou sem freios”, disse o alemão da Manor, que teve dificuldades para parar o carro na área de escape. Um perigo em um circuito em que os pilotos podem ultrapassar as marcas de 360km/h. Parecendo ter se acertado com os botões do volante, Hamilton voltou a conseguir andar forte e anotou a melhor volta da corrida. Com problemas de perda de potência no motor Honda da McLaren, Alonso recolheu para os boxes e foi o quarto a deixar a prova. Verstappen passou Massa e empurrou o brasileiro para a 10ª posição. Enquanto isso, Nasr passou Magnussen e subiu para 12º. Ricciardo ultrapassou Hulkenberg e subiu para sétimo. Lá na frente, Pérez se aproximava do terceiro colocado Raikkonen. Na penúltima volta, Verstappen conseguiu mais uma posição, ao passar Hulkenberg e subir para oitavo. Mesmo sem precisar passar Raikkonen para chegar em 3º em razão dos 5s de punição do finlandês, Pérez preferiu garantir o pódio na pista, ultrapassando o Homem de Gelo na abertura da volta final.
Com tranquilidade, Nico Rosberg (1º) cruza linha de chegada 16s à frente de Vettel (2º) e Pérez (3º) conquistando seu segundo pódio na temporada. Já os pilotos Raikkonen (4º), Hamilton (5º), Bottas (6º), Ricciardo (7º), Verstappen (8º), Hulkenberg (9º) e Massa (10º) terminaram na zona de pontuação. Button (11º) foi o único que completou das 51 voltas, mesmo por não ter pontuado. Já, Nasr (12º), Grosjean (13º), Magnussen (14º), Palmer (15º), Gutierrez (16º) e Ericsson (17º) ficaram com uma volta a menos e Haryanto (18º) ficou com duas voltas a menos. Quarto abandonaram a corrida: Alonso (19º/Câmbio), Werhlein (20º/Freio), Sainz (21º/Suspensão) e Kvyat (22º/Suspensâo).

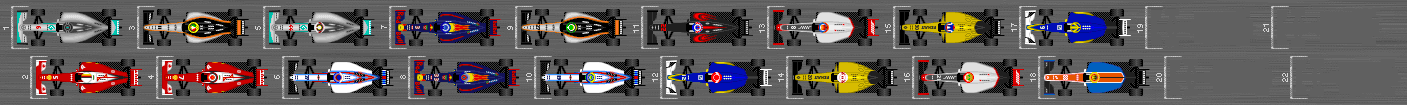
Resultado da Corrida

## Pneus
| Nome do Composto | Cor | Banda de Rolamento | Condições de Condução | Tipo de Pneu | Aderência      | Longevidade   |
| ---------------- | --- | ------------------ | --------------------- | ------------ | -------------- | ------------- |
| Super Macio      |     | Slick (P Zero)     | Seco                  | Super-Macio  | Mais aderência | Menos durável |
| Macio            |     | Slick (P Zero)     | Seco                  | Macio        | Médio          | Médio         |
| Médio            |     | Slick (P Zero)     | Seco                  | Médio        | Médio          | Médio         |

## Resultados

### Treino Classificatório
| Pos.                     | Nº | Piloto            | Construtor           | Q1       | Q2       | Q3         | Grid |
| ------------------------ | -- | ----------------- | -------------------- | -------- | -------- | ---------- | ---- |
| 1                        | 6  | Nico Rosberg      | Mercedes             | 1:43.685 | 1:42.520 | 1:42.758   | 1    |
| 2                        | 11 | Sergio Perez      | Force India-Mercedes | 1:44.462 | 1:43.939 | 1:43.515   | 7 1  |
| 3                        | 3  | Daniel Ricciardo  | Red Bull-TAG Heuer   | 1:44.570 | 1:44.141 | 1:43.966 2 | 2    |
| 4                        | 5  | Sebastian Vettel  | Ferrari              | 1:45.062 | 1:44.461 | 1:43.966 2 | 3    |
| 5                        | 7  | Kimi Räikkönen    | Ferrari              | 1:44.936 | 1:44.533 | 1:44.269   | 4    |
| 6                        | 19 | Felipe Massa      | Williams-Mercedes    | 1:45.494 | 1:44.696 | 1:44.483   | 5    |
| 7                        | 26 | Daniil Kvyat      | Toro Rosso-Ferrari   | 1:44.694 | 1:44.687 | 1:44.717   | 6    |
| 8                        | 77 | Valtteri Bottas   | Williams-Mercedes    | 1:44.706 | 1:44.477 | 1:45.246   | 8    |
| 9                        | 33 | Max Verstappen    | Red Bull-TAG Heuer   | 1:44.939 | 1:44.387 | 1:45.570   | 9    |
| 10                       | 44 | Lewis Hamilton    | Mercedes             | 1:44.259 | 1:43.526 | 2:01.954   | 10   |
| 11                       | 8  | Romain Grosjean   | Haas-Ferrari         | 1:45.507 | 1:44.755 | —          | 11   |
| 12                       | 27 | Nico Hulkenberg   | Force India-Mercedes | 1:44.860 | 1:44.824 | —          | 12   |
| 13                       | 55 | Carlos Sainz Jr.  | Toro Rosso-Ferrari   | 1:44.827 | 1:45.000 | —          | 18 3 |
| 14                       | 14 | Fernando Alonso   | McLaren-Honda        | 1:45.525 | 1:45.270 | —          | 13   |
| 15                       | 21 | Esteban Gutierrez | Haas-Ferrari         | 1:45.300 | 1:45.349 | —          | 14   |
| 16                       | 12 | Felipe Nasr       | Sauber-Ferrari       | 1:45.549 | 1:46.048 | —          | 15   |
| 17                       | 88 | Rio Haryanto      | MRT-Mercedes         | 1:45.665 | —        | —          | 16   |
| 18                       | 94 | Pascal Wehrlein   | MRT-Mercedes         | 1:45.750 | —        | —          | 17   |
| 19                       | 22 | Jenson Button     | McLaren-Honda        | 1:45.804 | —        | —          | 19   |
| 20                       | 9  | Marcus Ericsson   | Sauber-Ferrari       | 1:46.348 | —        | —          | 20   |
| 21                       | 20 | Kevin Magnussen   | Renault              | 1:46.348 | —        | —          | PL 4 |
| 22                       | 30 | Jolyon Palmer     | Renault              | 1:46.394 | —        | —          | 21   |
| Tempo dos 107%: 1:50.942 |    |                   |                      |          |          |            |      |
| Fonte:                   |    |                   |                      |          |          |            |      |

Notas
↑1  - Sergio Perez (Force India) perdera cinco posições do grid de largada por sair dos boxes fora do tempo.
↑2  - Daniel Ricciardo (Red Bull) e Sebastian Vettel (Ferrari) fizeram o mesmo tempo de 1:43.966 no Q3, mas segundo o regulamento, quem obtivesse o tempo primeiro, poderia largar na frente e Ricciardo foi o primeiro a marcar o tempo de 1:43.966 e Vettel foi o segundo.
↑3  - Carlos Sainz Jr. (Toro Rosso) perdera cinco posições do grid de largada por troca de câmbio. 
↑4  - Kevin Magnussen (Renault) largara nos boxes ao mexer no acerto de suspensão e câmbio em regime de parque fechado.

### Corrida
| Pos.   | Nu. | Piloto            | Construtor           | Voltas | Tempo/Retirado | Grid | Pontos |
| ------ | --- | ----------------- | -------------------- | ------ | -------------- | ---- | ------ |
| 1      | 6   | Nico Rosberg      | Mercedes             | 51     | 1:32:52.366    | 1    | 25     |
| 2      | 5   | Sebastian Vettel  | Ferrari              | 51     | +16.696        | 3    | 18     |
| 3      | 11  | Sergio Perez      | Force India-Mercedes | 51     | +25.241        | 7    | 15     |
| 4      | 7   | Kimi Räikkönen    | Ferrari              | 51     | +33.102 5      | 4    | 12     |
| 5      | 44  | Lewis Hamilton    | Mercedes             | 51     | +56.335        | 10   | 10     |
| 6      | 77  | Valtteri Bottas   | Williams-Mercedes    | 51     | +1:00.886      | 8    | 8      |
| 7      | 3   | Daniel Ricciardo  | Red Bull-TAG Heuer   | 51     | +1:09.229      | 2    | 6      |
| 8      | 33  | Max Verstappen    | Red Bull-TAG Heuer   | 51     | +1:10.696      | 9    | 4      |
| 9      | 27  | Nico Hulkenberg   | Force India-Mercedes | 51     | +1:17.708      | 12   | 2      |
| 10     | 19  | Felipe Massa      | Williams-Mercedes    | 51     | +1:25.375      | 5    | 1      |
| 11     | 22  | Jenson Button     | McLaren-Honda        | 51     | +1:44.817      | 19   |        |
| 12     | 12  | Felipe Nasr       | Sauber-Ferrari       | 50     | +1 Volta       | 15   |        |
| 13     | 8   | Romain Grosjean   | Haas-Ferrari         | 50     | +1 Volta       | 11   |        |
| 14     | 20  | Kevin Magnussen   | Renault              | 50     | +1 Volta       | 22   |        |
| 15     | 30  | Jolyon Palmer     | Renault              | 50     | +1 Volta       | 21   |        |
| 16     | 21  | Esteban Gutiérrez | Haas-Ferrari         | 50     | +1 Volta       | 14   |        |
| 17     | 9   | Marcus Ericsson   | Sauber-Ferrari       | 50     | +1 Voltas      | 20   |        |
| 18     | 88  | Rio Haryanto      | MRT-Mercedes         | 49     | +2 Voltas      | 16   |        |
| Ret    | 14  | Fernando Alonso   | McLaren-Honda        | 42     | Câmbio         | 13   |        |
| Ret    | 94  | Pascal Wehrlein   | MRT-Mercedes         | 39     | Freio          | 17   |        |
| Ret    | 55  | Carlos Sainz Jr.  | Toro Rosso-Ferrari   | 31     | Suspensão      | 18   |        |
| Ret    | 26  | Daniil Kvyat      | Toro Rosso-Ferrari   | 6      | Suspensão      | 6    |        |
| Fonte: |     |                   |                      |        |                |      |        |

↑5  - Kimi Raikkonen teve cinco segundos adicionados ao seu tempo final por cruzar a linha de entrada dos boxes.

## Tabela do campeonato após a corrida
Somente as cinco primeiras posições estão incluídas nas tabelas.
| Pos | Piloto           | Pontos | Var |
| --- | ---------------- | ------ | --- |
| 1   | Nico Rosberg     | 141    | 0   |
| 2   | Lewis Hamilton   | 117    | 0   |
| 3   | Sebastian Vettel | 96     | 0   |
| 4   | Kimi Raikkonen   | 81     | 1   |
| 5   | Daniel Ricciardo | 78     | 1   |

| Pos | Construtor           | Pontos | Var |
| --- | -------------------- | ------ | --- |
| 1   | Mercedes             | 258    | 0   |
| 2   | Ferrari              | 177    | 0   |
| 3   | Red Bull-TAG Heuer   | 140    | 0   |
| 4   | Williams-Mercedes    | 90     | 0   |
| 5   | Force India-Mercedes | 59     | 0   |